# Phaneroptera longispina
Phaneroptera longispina är en insektsart som beskrevs av David R. Ragge 1956. Phaneroptera longispina ingår i släktet Phaneroptera och familjen vårtbitare. Inga underarter finns listade i Catalogue of Life.